# Fountána
Fountána är en ort i Grekland.   Den ligger i prefekturen Nomós Kerkýras och regionen Joniska öarna, i den västra delen av landet, 300 km väster om huvudstaden Aten. Fountána ligger 137 meter över havet och antalet invånare är 125. Den ligger på ön Paxós.
Terrängen runt Fountána är platt åt sydost, men västerut är den kuperad.  Närmaste större samhälle är Gáïos, 2,4 km sydost om Fountána. 